# Ла-Джара (Нью-Мексико)
Ла-Джара (англ. La Jara) — переписна місцевість (CDP) в США, в окрузі Сандовал штату Нью-Мексико. Населення — 177 осіб (2020).

## Географія
Ла-Джара розташована за координатами 36°6′20″ пн. ш. 106°56′31″ зх. д. / 36.10556° пн. ш. 106.94194° зх. д. (36.105494, -106.941989).  За даними Бюро перепису населення США в 2010 році переписна місцевість мала площу 36,85 км², уся площа — суходіл.

## Демографія
Згідно з переписом 2010 року, у переписній місцевості мешкало 207 осіб у 89 домогосподарствах у складі 64 родин. Густота населення становила 6 осіб/км².  Було 140 помешкань (4/км²).
Расовий склад населення:
| - 61,4 % — білих - 1,4 % — корінних американців - 1,0 % — азіатів - 0,5 % — чорних або афроамериканців - 33,8 % — осіб інших рас |

До двох чи більше рас належало 1,9 %. Частка іспаномовних становила 74,9 % від усіх жителів.
За віковим діапазоном населення розподілялося таким чином: 16,4 % — особи молодші 18 років, 63,3 % — особи у віці 18—64 років, 20,3 % — особи у віці 65 років та старші. Медіана віку мешканця становила 50,5 року. На 100 осіб жіночої статі у переписній місцевості припадало 125,0 чоловіків;  на 100 жінок у віці від 18 років та старших — 121,8 чоловіків також старших 18 років.
Цивільне працевлаштоване населення становило 59 осіб. Основні галузі зайнятості: освіта, охорона здоров'я та соціальна допомога — 42,4 %, транспорт — 23,7 %, будівництво — 23,7 %.